# Consider
Albums de Boysetsfire
This Crying, This Screaming, My Voice Is Being Born
(1997)
Consider est un EP, du groupe Boysetsfire, sorti en 1996. Il est sorti au format vinyle 7".

## Liste des titres
1. Consider the Numbers – 2:11
2. Turn the Key – 3:46
3. Feudal – 2:26

## Source
- (en) Cet article est partiellement ou en totalité issu de l’article de Wikipédia en anglais intitulé « Consider_(album) » (voir la liste des auteurs).